# Kabinet-Scholz
Het kabinet-Scholz was het Duitse kabinet van 8 december 2021 tot 6 mei 2025. Het kabinet werd gevormd door de Sozialdemokratische Partei Deutschlands (SPD), Bündnis 90/Die Grünen en de Freie Demokratische Partei (FDP) na de verkiezingen van 2021. 
Het was de eerste keer in de geschiedenis van de Bondsrepubliek dat er op nationaal niveau een driepartijencoalitie ontstond. Daarvoor lukte het alleen op deelstaatniveau om een verkeerslichtcoalitie (Ampelkoalition) te vormen tussen sociaaldemocraten, liberalen en groenen.
Olaf Scholz werd voor de eerste keer beëdigd als bondskanselier, nadat Angela Merkel (CDU) van 2005 tot 2021 aan de macht was. 
In november 2024 stapte de partij FDP uit het kabinet, door een onderlinge ruzie tussen Scholz en Christian Lindner, Minister van Financiën en leider van de FDP. Na de verkiezingen van 2025 werd het kabinet op 6 mei dat jaar opgevolgd door het kabinet-Merz.
| Ambtsbekleder                                  | Ambtsbekleder           | Ambtsbekleder                   | Functie(s)                                                           | Ambtstermijn    | Ambtstermijn    | Partij(en)    |
| ---------------------------------------------- | ----------------------- | ------------------------------- | -------------------------------------------------------------------- | --------------- | --------------- | ------------- |
|                                                | Olaf Scholz             | Olaf Scholz (1958)              | Bondskanselier                                                       | 8 december 2021 | 6 mei 2025      | SPD           |
|                                                | Robert Habeck           | Robert Habeck (1969)            | Vicekanselier                                                        | 8 december 2021 | 6 mei 2025      | B'90/DG       |
| Bondsminister van Economische Zaken en Klimaat | Robert Habeck           | Robert Habeck (1969)            |                                                                      | 8 december 2021 | 6 mei 2025      | B'90/DG       |
|                                                | Christian Lindner       | Christian Lindner (1979)        | Bondsminister van Financiën                                          | 8 december 2021 | 7 november 2024 | FDP           |
|                                                | Jörg Kukies             | Jörg Kukies (1968)              | Bondsminister van Financiën                                          | 7 november 2024 | 6 mei 2025      | SPD           |
|                                                | Nancy Faeser            | Nancy Faeser (1970)             | Bondsminister van Binnenlandse Zaken                                 | 8 december 2021 | 6 mei 2025      | SPD           |
|                                                | Annalena Baerbock       | Annalena Baerbock (1980)        | Bondsminister van Buitenlandse Zaken                                 | 8 december 2021 | 6 mei 2025      | B'90/DG       |
|                                                | Marco Buschmann         | Marco Buschmann (1977)          | Bondsminister van Justitie                                           | 8 december 2021 | 7 november 2024 | FDP           |
|                                                | Volker Wissing          | Volker Wissing (1970)           | Bondsminister van Justitie                                           | 7 november 2024 | 6 mei 2025      | O             |
|                                                | Christine Lambrecht     | Christine Lambrecht (1965)      | Bondsminister van Defensie                                           | 8 december 2021 | 19 januari 2023 | SPD           |
|                                                | Boris Pistorius         | Boris Pistorius (1960)          | Bondsminister van Defensie                                           | 19 januari 2023 | heden           | SPD           |
|                                                | Karl Lauterbach         | Karl Lauterbach (1963)          | Bondsminister van Volksgezondheid                                    | 8 december 2021 | 6 mei 2025      | SPD           |
|                                                | Hubertus Heil           | Hubertus Heil (1972)            | Bondsminister van Arbeid en Sociale Zaken                            | 14 maart 2018   | 6 mei 2025      | SPD           |
|                                                | Bettina Stark-Watzinger | Bettina Stark- Watzinger (1968) | Bondsminister van Onderwijs en Wetenschap                            | 8 december 2021 | 7 november 2024 | FDP           |
|                                                | Cem Özdemir             | Cem Özdemir (1965)              | Bondsminister van Onderwijs en Wetenschap                            | 7 november 2024 | 6 mei 2025      | B'90/DG       |
|                                                | Volker Wissing          | Volker Wissing (1970)           | Bondsminister van Verkeer en Digitale Infrastructuur                 | 8 december 2021 | 6 mei 2025      | FDP (2021–24) |
|                                                | Volker Wissing          | Volker Wissing (1970)           | Bondsminister van Verkeer en Digitale Infrastructuur                 | 8 december 2021 | 6 mei 2025      | O (2024–25)   |
|                                                | Klara Geywitz           | Klara Geywitz (1976)            | Bondsminister van Huisvesting, Stedelijke Ontwikkeling en Woningbouw | 8 december 2021 | 6 mei 2025      | SPD           |
|                                                | Cem Özdemir             | Cem Özdemir (1965)              | Bondsminister van Landbouw en Voedsel                                | 8 december 2021 | 6 mei 2025      | B'90/DG       |
|                                                | Steffi Lemke            | Steffi Lemke (1968)             | Bondsminister van Milieu, Natuur en Kernveiligheid                   | 8 december 2021 | 6 mei 2025      | B'90/DG       |
| Ministers zonder portefeuille                  |                         |                                 |                                                                      |                 |                 |               |
| Ambtsbekleder                                  | Ambtsbekleder           | Ambtsbekleder                   | Functie(s)                                                           | Ambtstermijn    | Ambtstermijn    | Partij(en)    |
|                                                | Svenja Schulze          | Svenja Schulze (1968)           | Bondsminister voor Economische Betrekkingen en Ontwikkelingshulp     | 8 december 2021 | 6 mei 2025      | SPD           |
|                                                | Anne Spiegel            | Anne Spiegel (1980)             | Bondsminister voor Familie, Senioren, Vrouwen en Jeugd Zaken         | 8 december 2021 | 25 april 2022   | B'90/DG       |
|                                                | Lisa Paus               | Lisa Paus (1968)                | Bondsminister voor Familie, Senioren, Vrouwen en Jeugd Zaken         | 25 april 2022   | 6 mei 2025      | B'90/DG       |
|                                                | Wolfgang Schmidt        | Wolfgang Schmidt (1970)         | Bondsminister zonder portefeuille                                    | 8 december 2021 | 6 mei 2025      | SPD           |
| Chef des Bundeskanzleramts                     | Wolfgang Schmidt        | Wolfgang Schmidt (1970)         |                                                                      | 8 december 2021 | 6 mei 2025      | SPD           |